# Småholmen (Bergen)
Ne doit pas être confondu avec Småholmen ou Småholmen (Lindås).
Småholmen est une île norvégienne du comté de Hordaland appartenant administrativement à Bergen.

## Description
Rocheuse et couverte d'arbres, elle s'étend sur environ 162 m de longueur pour une largeur approximative de 127 m. 